# Эслин-Бридж
Эслин-Бридж (англ. Eslinbridge; ирл. Droichead na hEislinne) — деревня в Ирландии, находится в графстве Литрим (провинция Коннахт).